# Лаптбол
Лаптбо́л — командная спортивная игра с мячом и ракеткой. В состязаниях участвуют две команды, по 12 человек. В игре целью игроков является набрать как можно больше очков путём удара мяча в поле и прохождения всеми участниками через три игровые базы.
Первенство России по лаптболу выиграла сборная Красноярского края, ни потерпев ни одного поражения.

## Описание
Этот вид спорта является производной от русской лапты на основе совершенно нового алгоритма, выводящего его за пределы ассоциаций с лаптой или бейсболом.
Динамика действий и спортивность максимально приближены к игровым видам малых арен — волейбол, баскетбол, гандбол, теннис.
Как разновидность лапты,  лаптбол был разработан красноярцем Сергеем Бодиковым в 1991 году. Идею по внедрению нового вида спорта поддержал мэр Красноярска Петр Пимашков. В 2004 году впервые в Красноярске прошли показательные игры по лаптболу среди студенческих команд, а уже в 2007 году лаптбол вошёл в универсиаду как неофициальный вид спорта. Отчет о предстоящих соревнованиях будет направлен в министерство спорта, туризма и молодёжной политики России с обоснованиями на включение лаптбола в реестр официальных видов спорта.